# Acrassicauda
Acrassicauda (árabe: اكراسكودا) é uma banda de heavy metal iraquiana formada em 2001, geralmente creditados como sendo o primeiro grupo deste gênero do Iraque organizando e tocando em eventos em pleno regime de Saddam Hussein. Conseguiram projeção além da cena local depois que a revista Vice fez uma matéria sobre eles. Receberam atenção maior ainda num documentário chamado Heavy Metal in Baghdad que retratou a banda e seus problemas no oriente médio. O primeiro trabalho oficial, o EP Only the Dead See the End of War foi lançado em 9 de março de 2010. Cinco anos depois, em 4 de abril de 2015, Gilgamesh, primeiro álbum do grupo foi lançado por meio de financiamento coletivo na internet.
Devido à ascensão na mídia depois da ocupação americana eles passaram a receber ameaças de morte por parte de extremistas islâmicos que pensavam que eles adoravam a satanás. Por causa disso e da crescente violência em Bagdá depois da guerra eles fugiram primeiro para a Síria e depois para a Turquia antes de conseguir o refúgio nos Estados Unidos. A maioria dos membros da banda ficou em Nova Jérsei, mas Tony Aziz decidiu viver com a família no Michigan.

## História

### Iraque
Nascido em um porão para ensaio em Bagdá, Acrassicauda é formada pelo vocalista/guitarrista Faisal Talal, o guitarrista Tony Aziz, o baixista Firas Al-Lateef e o baterista Marwan Reyad. A banda foi montada depois que Riyadh e Talal conheceram Aziz numa escola de Bagdá onde eles estudara belas artes em 2000. Os quatro membros trabalharam como jornalistas e tradutores antes da invasão americana. O nome da banda é derivado do nome em latim de uma espécie de escorpião-negro comum no Iraque. No Iraque da época de Saddam eles puderam se inspirar de várias fitas copiadas de mais de trinta anos de história do metal.
Eles se apresentavam no regime de Saddam, mas por causa da censura tiveram que escrever músicas saudando a Saddam Hussein. Chamada The Youth of Iraq, o número incluía letras sobre a obediência ao Líder Saddam Hussein e como derrotam seus inimigos. Outras restrições à banda incluíam o banimento do headbanging pela similaridade com o movimento da cabeça de judeus enquanto estes rezavam.
No começo da invasão do Iraque a revista Vice (Vice 2004 Vol 11 no1) fez uma entrevista da banda dizendo que eram a única de heavy metal em Bagdá. Desde então outras bandas surgiram da cena heavy metal da cidade.
Depois da queda de Saddam Hussein durante a Guerra do Iraque, Acrassicauda realizou um show no Hotel Al-Fanar com um forte esquema de segurança em meados de 2005. Com a forte segurança a apresentação pode ser feita, mas sucessivas quedas de energia interromperam o show. Os membros da banda ensaiavam no porão de um complexo de lojas até 2006 quando o edifício, o porão e todos seus equipamentos foram destruídos num bombardeio. Devido ao risco e a crescente violência em Bagdá os integrantes se mudaram um a um para a Síria.

### Síria e Turquia
Os membros da banda se refugiaram na Síria por causa da situação em Bagdá. Eles, assim como a maioria dos iraquianos, foram forçados a ir de ônibus pela perigosa via de Bagdá à fronteira da Síria. Durante a viagem ônibus são sequestrados e os passageiros são capturados. Enquanto o grupo estava na Síria, mais de 3 000 iraquianos entraram no país todos os dias como refugiados.
Na Síria eles puderam fazer apresentações no porão de um hotel de Damasco. Mas devido às restrições do governo sírio eles não poderiam definir os shows como heavy metal, então usavam música rock nas divulgações. Nos espetáculos eles tocavam mais covers do que suas próprias músicas já que o público sírio não estava familiarizado com o som do Acrassicauda. Na Síria eles moraram em um quarto pequeno em um apartamento do porão sem janelas.
Durante a filmagem do Heavy Metal in Baghdad em 2007, foi revelado que o governo sírio não tinha intenção de estender os vistos da banda. O país mudara seu sistema, o que forçou os iraquianos requerê-lo em Bagdá em vez da fronteira síria. Os produtores do documentário fizeram uma campanha para arrecadar fundos para a banda poder partir para um país mais seguro em vez de ter que retornar ao Iraque. Os membros da banda também venderam seus equipamentos para fazer a viagem e bancar os custos. Eles foram para a Turquia quando do vencimento do visto para requererem o status de refugiados e esperar que um terceiro país os abrigassem.
Durante a mudança a revista Vice tentou estabelecer os membros no Canadá e Alemanha enquanto davam dinheiro da corporação Vice. Cerca de 40 mil dólares dos patrocinadores da Vice e de doações recebidas online ajudaram a sustentar os quatro membros da banda, de acordo com Suroosh Alvi, um dos fundadores da Vice e diretor do filme apresentando o Acrassicauda. Alvi disse, "Nós os expusemos e arriscamos suas vidas, eles estavam recebendo ameaças do Iraque enquanto estavam na Síria. Tínhamos uma responsabilidade." Foi com a ajuda da Vice que eles puderam usar um estúdio na Síria para gravar uma demo. Músicos turcos também emprestaram à banda um estúdio totalmente equipado depois de ouvirem sua situação enquanto estavam no país.

### América
Depois de pedirem asilo, o governo dos Estados Unidos deu a eles o status de refugiados, o que possibilitou, um ano depois, pedirem o green card. Tony, Faisal e Firas vieram primeiro. Tony foi ao Michigan para cuidar de negócios da família e começou a viver por lá. Faisal e Firas fizeram suas novas vidas em Nova Jérsei. Uma agência de ajuda humanitária e reinstalação de refugiados, International Rescue Committee, os colocaram em um apartamento em Elizabeth, Nova Jérsei. Então na manhã do dia 30 de janeiro de 2009 Marwan chegou. No segundo dia seus nos Estados Unidos eles puderam assistir a um show do Metallica no Prudential Center em Newark. Cada membro da banda se encontrou com o grupo nos bastidores e James Hetfield, vocalista do Metallica, os presenteou com uma de suas guitarras, uma ESP preta, depois de cantar "Welcome to America". O show do Metallica foi o segundo show que eles já tinham visto na vida; o primeiro foi da banda Testament, que eles viram alguns meses antes na Turquia.
O primeiro álbum oficial lançado pela banda, "Only the Dead See the End of the War", é um EP com quatro músicas lançado pela Vice Records a 9 de Março de 2010. Foi produzido por Alex Skolnick do Testament. Acrassicauda seguiu o lançamento com Cannibal Corpse, Voivod, e outras bandas de metal no Rock Fest Scion em Columbus, Ohio, em 13 de março.

## Documentário
A história da banda é mostrada no documentário Heavy Metal in Baghdad, feito pelos canadenses Eddy Moretti e Suroosh Alvi e foi filmado por três anos. No começo era uma série de webisódios para o site da revista Vice, VBS. Os locais de filmagem incluíram Bagdá e Irbil no Iraque, Beirute no Líbano e Damasco na Síria. Originalmente a intenção não era de tornar a produção um longa-metragem, mas uma edição foi aceita para o Festival Internacional de Cinema de Toronto de 2007. Sua estreia foi em setembro e foi exibido novamente no Festival de Berlim em fevereiro do ano seguinte. O filme foi exibido também em outros festivais de cinema em 2008. Foi lançado em DVD depois de ser apresentado em salas de Nova York e Los Angeles.
O filme foi bem recebido, com o New York Times o louvando como "uma façanha intrépida, incomum e totalmente esplêndida de reportagem 'faça você mesmo'... Um testamento agitado à situação da expressão cultural em Bagdá e um relatório impressionante das cenas dos refugiados na Síria, este documentário como nenhum outro eletrifica o gênero e redefine o headbanging como um ato de coragem hard-core."
Uma versão cortada de uma hora do filme foi exibida no Reino Unido em dezembro de 2008 como parte da série de documentários Imagine. Eles também foram apresentados brevemente no documentário Voices of Iraq em 2004.
Os membros do grupo insistem que seu foco está na música, e demonstram preocupação com a atenção da mídia que receberam. Al-Lateef disse ao Montreal Mirror que eles querem tocar como uma "banda de heavy metal iraquiana, não como uma banda de heavy metal de refugiados." Ele prosseguiu com "tudo o que importa é a música e tocar heavy metal, e é por isso que nós ainda vivemos, porque é a única maneira que nós temos de botar nosso sentimento para fora — pela música."

## Estilo e influências
A banda foi inspirada por bandas americanas como Metallica, Slayer e Slipknot. O Heavy Metal in Baghdad mostra a banda tocando covers que vão de "The Final Countdown" do Europe à "Fade to Black" do Metallica. A primeira vez que os membros da banda assistiram a uma apresentação de um grupo ocidental ao vivo foi do Testament em 2008 na Turquia. Skolnick do Testament descreveu a música do Acrassicauda como "muito pesada" e "bruta".
De acordo com a Vice, as condições em Bagdá depois da invasão americana tornaram a música da banda "muito mais repleta de ódio e intensa do que nunca." Suas músicas costumam tratar de guerra e de sofrimento, mas a intenção é de que sejam sempre apolíticas.

## Membros
- Faisal Talal Mustafa - vocal, guitarra base
- Tony Aziz Yaqoo - guitarra solo
- Firas Al-Lateef - baixo
- Marwan Hussain Riyadh - bateria

## Discografia

### Álbuns de Estúdio
- Gilgamesh (2015)

### EP
- 2010: Only The Dead See The End Of The War

### demos
- 2004: The Black Scorpion Demos
- 2006: The Damascus Demos
- 2009a: Flowers In The Desert
- 2009b: Garden Of Stones Promo Single